# 伊莉莎白·瓦薩
伊莉莎白·瓦薩（瑞典語：Elisabet Vasa，1549年4月5日—1597年11月20日），瑞典國王古斯塔夫一世的女兒，母親是瑪格麗塔·埃里克斯多塔。

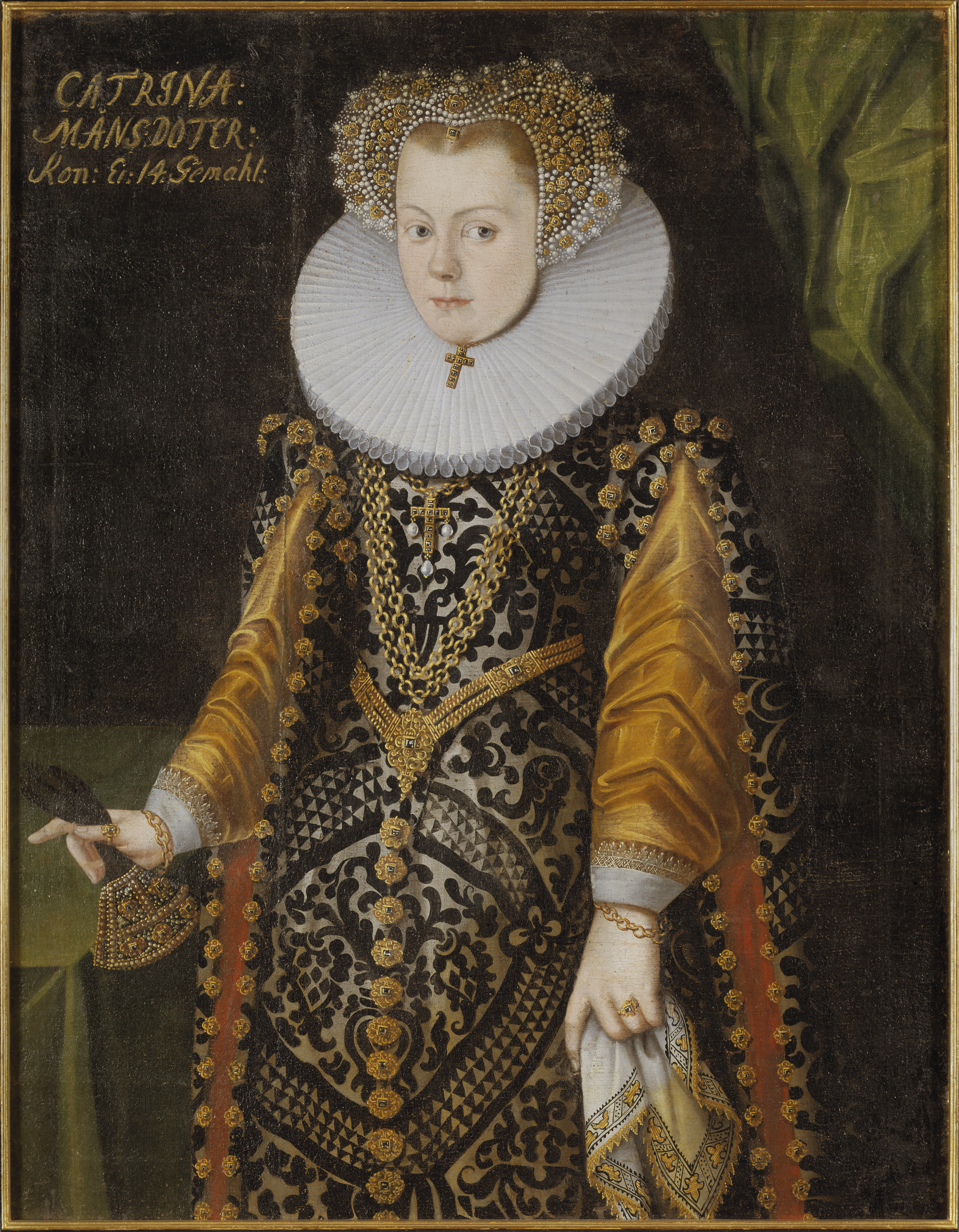
伊莉莎白·瓦薩

## 家庭
1581年，伊莉莎白與梅克倫堡的克里斯多福結婚，兩人有一個女兒：瑪格麗特·伊莉莎白（Margarete Elisabeth，1584年—1616年）